# Nossa Senhora de Meritxell
Nossa Senhora de Meritxell (em catalão:  Mare de Déu de Meritxell, IPA: /ˈmaɾə ðə ˈðew ðə məɾiˈtʃeʎ/, localmente /ˈmaɾe ðe ˈðew ðe meɾiˈtʃeʎ/) é um título mariano surgido em Andorra, sendo a padroeira deste país. A devoção surgiu no século XII, com a imagem encontrada em Meritxell. Um incêndio, porém, ocorreu na capela entre 8 e 9 de setembro de 1972, e essa imagem foi destruída. Uma réplica pode ser encontrada na nova igreja de Meritxell, que foi projetada por Ricardo Bofill em 1976.

## História
Segundo a história oficial, num dia de inverno, um pastor encontrou a imagem da Virgem debaixo de uns rosais floridos. Decidiu então levá-la para sua casa. A imagem voltou consecutivamente por três vezes ao mesmo lugar onde fora encontrada. Finalmente, os andorranos decidiram construir aí uma capela.
Em 1873, o Consell General de les Valls, declarou-a padroeira do país. A 8 de setembro de 1921 foi coroada de forma solene. A influência da devoção é tão grande em Andorra, que desde então, nesse dia celebra-se a festa nacional do Principado.

## O santuário
O Santuário de Nossa Senhora de Meritxell encontra-se na localidade de Meritxell, na paróquia andorrana de Canillo. É o principal local de culto à Virgem de Meritxell, sendo portanto um santuário mariano. Recentemente o Papa Francisco elevou o santuário ao título de basílica menor.
O santuário original era de estilo românico e foi reformado completamente no século XVII. Em 1972, o santuário incendiou-se, ficando completamente destruído. No incêndio desapareceu também a virgem românica em pedra , a mais antiga do Principado, que até esse momento era venerada. O arquiteto catalão Ricardo Bofill Levi foi o encarregado da construção de um novo santuário. O novo edifício foi inaugurado no Dia de Nossa Senhora de Meritxell, 8 de setembro de 1976.
O edifício tem uma mistura de estilos e pretende fundir-se com a paisagem que o rodeia. No seu interior continua-se venerando uma réplica da virgem românica em pedra que desapareceu no incêndio.

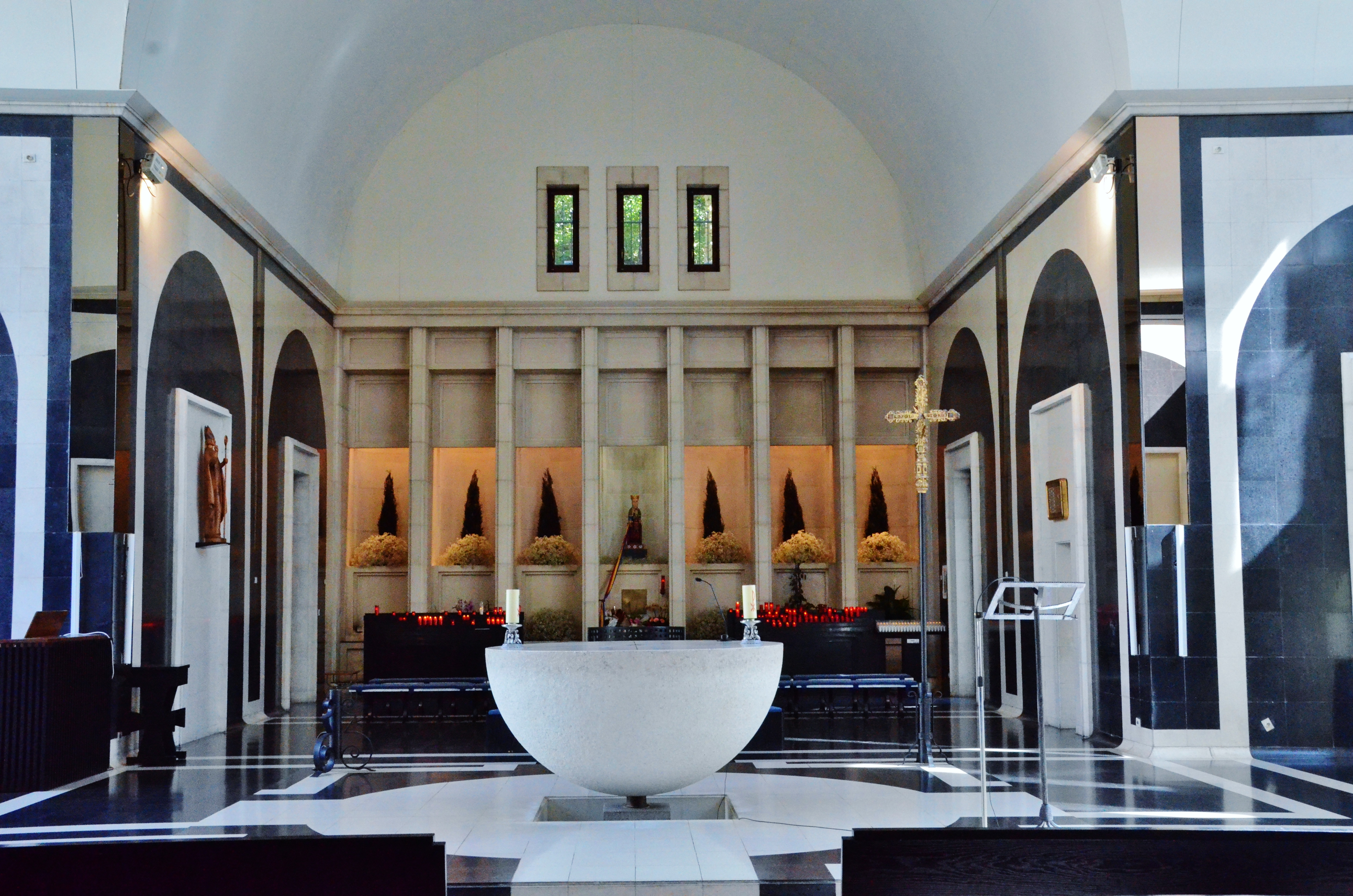
Foto do altar do Santuário. A imagem ao centro no fundo é a da Virgem de Meritxell.

Em março de 2014 este santuário foi incorporado à Rota Mariana, consolidando-se como um importante destino de turismo religioso.
No dia 8 de setembro de 2016, para além da celebração dos 40 anos da atual igreja, esta recebeu uma nova imagem da Virgem de Meritxell, talhada a partir de fotografias da original românica (desaparecida no incêndio de 1972), e um novo 'cambril' – ou pequena capela – que passou a acolher a imagem. Esta nova estrutura modificou bastante a fisionomia que até ali se contemplava ao entrar na igreja.